# Nacionalni savet češke nacionalne manjine
Nacionalni savet češke nacionalne manjine (češ. Česká národní rada) je jedan od nacionalnih saveta nacionalnih manjina koje žive u Republici Srbiji, a koji predstavlja češku nacionalnu manjinu. Sedište Saveta je u Beloj Crkvi - u južnom Banatu, na granici sa Rumunijom, gde živi najveći broj Čeha u Srbiji.
Savet je najviši predstavnički organ češke nacionalne manjine koja živi na teritoriji Republike Srbije, u 4 oblasti kulturne autonomije: obrazovanje, kultura, obaveštavanje i službena upotreba jezika i pisma. Mandat Saveta traje četiri godine, a čini ga 15 članova izabranih na neposrednim izborima od strane pripadnika češke nacionalne manjine, koji su se registrovali u posebnom biračkom spisku.
Češki jezik je u službenoj upotrebi u Opštini Bela Crkva (uz srpski, rumunski i mađarski jezik).
Nastava predmeta Češki jezik sa elementima nacinalne kulture odvija se u nižim razredima (1-4) 4 osnovne škole - 2 u mestu Bela Crkva, 1 u mestu Kruščica, u Opštini Bela Crkva i 1 u mestu Gaj, u Opštini Kovin. Od školske 2016/17 nastava češkog u mestu Gaj je obustavljena, zbog malog broja dece (između 5-15, kada je za održavanje nastave potrebno da ministar prosvete dodeli iznimku).
Pri Savetu, kao partnerskoj organizaciji u Srbiji, deluje učitelj češkog jezika, koji je već godinama izaslan među svoje zemljake od strane Češke države.
Savet je izdao nekoliko knjiga koje se bave češkom kulturom u Srbiji, a podržao je i izdavanje većeg broja knjiga koje su izdala, uglavnom češka, udruženja. Poseduje biblioteku čeških knjiga, što savremenih, što istorijskih (nalazi se u prostorijama udruženja Češka beseda Bela Crkva i dostupna je po zahtevu). Takođe, Savet finansira produkciju radio emisija na češkom jeziku Krajanka, koja se nedeljno emituje na radiju Bela Crkva. U bivšoj zgradi osnovne škole u Češkom selu koju je Savet dobio upravo za ove namene, nalazi se muzejska etno postavka o Česima.
Savet sarađuje sa češkim udruženjima u Srbiji. Većina njih nosi tradicionalni naziv za češko društvo u inostranstvu (Češka beseda) uz mesto u kome im je sedište. Tako postoje Češka beseda Bela Crkva, Češka beseda Kruščica, Češka beseda Češko Selo, Češka beseda Gaj, KUPU Češka beseda Vršac, Češka beseda Beograd, ali i Česi južnog Banata (Bela Crkva) i Česi Šumadije (Kragujevac), a deo ovih udruženja je okupljen u savez - Matica češka (Bela Crkva).

## Finansiranje Saveta
Savet se finansira iz budžeta Republike Srbije, budžeta AP Vojvodine, i iz budžeta jedinice lokalne samouprave (opštine ili grada).
Sredstva koja se dodeljuju iz državnog budžeta dodeljuju se po komplikovanom ključu (definisanom Uredbom o postupku raspodele sredstava iz budžeta Republike Srbije za finansiranje rada nacionalnih saveta nacionalnih manjina), koji uzima i obzir npr. ukupan broj pripadnika pojedinih nacionanih manjine, broj ustanova kulture i drugih organizacija po kategorijama ali i ukupan broj nacionalnih saveta. U 2016. godini su ova ukupna sredstva iznosila 245 miliona dinara, doke je češkom Savetu pripalo oko 4 miliona dinara, što ga stavlja na začenje, a ispred jevrejskog, egipatskog, aškalijskoh i grčkog nacionalnog saveta.

## Prvi saziv Saveta
Prvi saziv Nacionalnog saveta češke nacionalne manjine izabran je na izborima za nacionalne savete nacionalnih manjina 2010. godine. Već tada su provedeni neposredni izbori, jer je broj upisanih birača na posebnom biračkom spisku češke nacionalne manjine bio dovoljan za ovakav vid izbora.
Na izborima je učestvovala samo jedna izborna lista i njen nosilac Štefan Klepaček postao je i predsednik Saveta, dok je predsednik Izvršnog odbora bio Jaroslav Hoc, a sekretar Jaroslav Bodnar, takođe član Saveta.
Članovi Saveta u prvom mandatu bili su (15):
1. Štefan Klepaček (Bela Crkva)
2. Jozef Irović (Kruščica)
3. Jaroslav Hoc (Kruščica)
4. Jaroslav Bodnar (Bela Crkva)
5. Ljiljana Stehlik (Bela Crkva)
6. Jozef Mareš (Bela Crkva)
7. Milena Bodrožić-Stevanović (Beograd)
8. Vlastenka Krišan (Bela Crkva)
9. Vencel Mizera	(Bela Crkva)
10. Milada Mareš (Kruščica)
11. Zdenko Irović	(Gaj)
12. Tamara Hoc (Gaj)
13. Jozef Škornjička (Bela Crkva)
14. Vaclav Šistek	(Bela Crkva)
15. Vladica Stojčić (Bela Crkva)

Savet je imao Izvršni odbor i 6 resornih odbora i nadzorni odbor.
Resorni odbori su bili:
1. Odbor za obrazovanje (predsednik Jaroslav Hoc)
2. Odbor za kulturu (predsednik Ljiljana Stehlik)
3. Odbor za obaveštavanje (predsednik Jaroslav Bodnar)
4. Odbor za službenu upotrebu jezika i pisma (predsednik Vlastenka Krišan)
5. Odbor za finansije i projekte (predsednik Ljiljana Stehlik)
6. Odbor za saradnju sa verskim zajednicama (predsednik ?)

Nazdorni odbor su činili:
1. Vuk Petrović (Beograd) - predsednik
2. Věra Jović (Beograd)
3. Ferda ? (?)

Najveće dostignuće prvog saziva bilo je vraćanje nastave češkog jezika u sistem državnog školstva Republike Srbije, nakon više decenija odsustva izučavanja ovog jezika u osnovnim i srednjim školama u Srbiji.

## Drugi saziv Saveta

### Izbori
Drugi saziv izabran je na izborima za nacionalne savete nacionalnih manjina 2014. godine. Na izborima su učestvovale dve izborne liste - Česi zajedno i Česi Srbije.
Izborna liste Česi zajedno koju je predvodio Štefan Klepaček osvojila je 10 mesta. Ovu listi činio je pun broj od 15 kandidata, od kojih su izabrani sledeći:
```
1. Štefan Klepaček (1950), penzioner, Bela Crkva
2. Jaroslav Hoc (1964), profesor, Kruščica
3. Milada Mareš (1957), vaspitačica, Kruščica
4. Davorin Škornjička (1979), dipl. ekonomista, Bela Crkva
5. Zdenko Irović (1971), radnik, Gaj
6. Danijela Jokanović (1983), dipl. muzički pedagog, Bela Crkva
7. Jozef Škornjička (1954), radnik, Bela Crkva (preminuo 31.12.2016
[
10
]
, nakon čega ga je zamenila Ljiljana Stehlik
[
11
]
, koja je bila 12. na listi)
8. Jozef Mareš (1952), penzioner, Bela Crkva
9. Milena Bodrožić-Stevanović (1948), penzioner, Beograd (nakon podnošenja ostavke, 30. 1. 2015. ju je zamenio Jozef Irović
[
12
]
, koji je bio 11. na listi)
10. Vaclav Šistek (1961), radnik, Bela Crkva
```

dok su van sastava Saveta ostali sledeći kandidati sa ove liste:
```
11. Jozef Irović (1969), grafički tehničar, Kruščica (ušao naknadno - 30. 1. 2015)
12. Ljiljana Stehlik (1959), ekonomista, Bela Crkva (ušla naknadno - 7. 2. 2017)
13. Boženka Stavrić (1972), profesor razredne nastave, Bela Crkva
14. Vesna Mareš (1972), domaćica, Kruščica
15. Blaženka Lonec (1952), viša medicinska sestra, Vršac
```

Izborna liste Česi Srbije koju je predvodio prof. dr Jože Sivaček osvojila je 5 mesta. Ovu listu činio je pun broj od 15 kandidata, od kojih su izabrani sledeći:
```
1. Prof. dr Jože Sivaček, 1954, dekan Vojne akademije u penziji, Bela Crkva
   Prof. dr. Jože Siváček, dekan Vojenské akademie v duchode, Bela Crkva
2. Vlastenka Krišan, 1967, sudski prevodilac za češki jezik, Bela Crkva
   Vlastenka Krišan, soudní tlumočnice češtiny, Bela Crkva
3. Mirjana Pančić Bužek, 1965, profesor srpskog jezika, Bela Crkva
   Mirjana Pančić Bužek, profesorka srbštiny, Bela Crkva
4. Milan First, 1978, prevodilac za češki jezik, Beograd
   Milan Fürst, tlumočník češtiny, Belehrad
5. Emilija Matijašević, 1962, dipl. ekonomista, Vršac
   Emilija Matijašević, dipl. ekonom, Vršac
```

dok su van sastava Saveta ostali sledeći kandidati sa ove liste:
```
6. Jozef Irović, 1962, penzioner, Beograd
   Jozef Irović, duchodce, Belehrad
7. Svetlana Stoilković, 1960, profesor u Muzičkoj školi Kragujevac, Kragujevac
   Svetlana Stoilković, profesorka Hudební školy v Kragujevci, Kragujevac
8. Ferdinand Veseli, 1961, građevinski tehničar, Kruščica
   Ferdinand Veselý, stavební tehnik, Kruščica
9. Darko Bogosavljević, 1978, dipl. ing. ind. menadžmenta, Bela Crkva
   Darko Bogosavljević, dipl. inž. prum. managementu, Bela Crkva
10. Jovana Sivaček, 1986, dipl. inž. organizacionih nauka, mst, Pančevo,
    Jovana Siváček, dipl. ing. organizačních ved, mst, Pančevo
11. Vaclav Sloup, 1979, mehaničar rashladnih uređaja, Češko Selo
    Václav Sloup, mechanik chladících zarízení, Češko Selo
12. Darko Šovanek, 1972, privatni preduzetnik, Vršac
    Darko Šovanek, podnikatel, Vršac
13. Nenad Laušev, 1980, inženjer informatike, Bela Crkva
    Nenad Laušev, inženýr informatiky, Bela Crkva
14. Vaclav Vavra, 1943, penzioner, Bela Crkva
    Václav Vávra, duchodce, Bela Crkva
15. Nataša Urošević, 1992, student, Bela Crkva
    Nataša Urošević, studentka, Bela Crkva
```

### Organizacija
Savet, nakon promena statuta, uz Izvršni odbor ima još 4 resorna odbora. Članovi odbora ne moraju biti iz reda članova Saveta, ali uslov je da moraju biti upisani na poseban birački spisak češke nacionalne manjine.
Početkom 2015. godine izabrani su sledeći funkcioneri:
```
Predsednik Saveta: prof. dr Jože Sivaček
Zamenik predsednika Saveta: Jozef Irović
Sekretar: Davorin Škornjička
```

```
Predsednik Izvršnog odbora: Jaroslav Hoc
Predsednik odbora za obrazovanje: Valentina Simidžija Hoc
Predsednik odbora za kulturu: Ljiljana Stehlik
Predsednik odbora za obaveštavanje: Jaroslav Bodnar
Predsednik odbora za službenu upotrebu češkog jezika i pisma: Milan Fürst
```

## Treći saziv Saveta

### Izbori
Treći saziv izabran je na izborima za nacionalne savete nacionalnih manjina 2018. godine. Na izborima su učestvovale tri izborne liste koje su podelile mandate u odnosu 4:9:2.
Za predsednicu Saveta odmah nakon konstituisanja Saveta izabrana je Ljiljana Stehlik.

## Grupe članova nacionalnog saveta
Aktuelni sastav nacionalnog saveta koji je konstituisan 2022. godine.
| Raspodela mandata po grupama | Raspodela mandata po grupama          | Mesta |
| ---------------------------- | ------------------------------------- | ----- |
| Ukupan broj članova          | Ukupan broj članova                   | 15    |
|                              | „Česi Srbije – prof. dr Jože Sivaček“ | 7     |
|                              | „Česi – nasleđe i budućnost“          | 8     |

## Spoljašnje veze
- Zvaničan sajt Nacionalnog saveta češke nacionalne manjine
- Portal cesi.rs[мртва веза] - portal o Česima u Srbiji Nacionalnog saveta češke nacionalne manjine
- Stranica Nacionalnog saveta češke nacionalne manjine na Facebooku
- Zvaničan Youtube kanal Nacionalnog saveta češke nacionalne manjine